# Délka vazby
Délka vazby nebo vazebná délka je pojem z molekulové geometrie označující průměrnou vzdálenost mezi jádry dvou vázaných atomů v molekule.
Délka vazby souvisí s jejím řádem: čím více elektronů se na vazbě podílí, tím je vazba kratší. Za jinak stejných podmínek jsou také vazby s vyššími vazebnými energiemi kratší než ty, jejichž energie jsou nižší. Délka vazby mezi dvěma atomy téhož prvku je rovna dvojnásobku kovalentního poloměru.
Délky vazeb se měří v pevné fázi rentgenovou krystalografií, případně se dá přibližně určit v plynné fázi mikrovlnnou spektroskopií. Délky vazeb mezi stejnými atomy mohou být v různých molekulách značně odlišné, například vazby uhlík-vodík v methanu se tak liší od stejných vazeb v chlormethanu; lze však provést zobecnění tam, kde jsou základní struktury stejné.

## Délky vazeb uhlíku s ostatními prvky
Níže je uvedena tabulka experimentálně zjištěných délek jednoduchých vazeb mezi atomy uhlíku a jiných prvků; délky vazeb jsou uvedeny v pikometrech. Vazebná délka mezi dvěma různými atomy je přibližně rovna součtu jednotlivých kovalentních poloměrů. Obecně platí, že vazebné délky klesají v řadách periodické tabulky zleva doprava a rostou ve skupinách shora dolů; tento trend je stejný jako u atomových poloměrů.
| Navázaný prvek | Délka vazby (pm) | Skupina |
| -------------- | ---------------- | ------- |
| H              | 106–112          | 1       |
| Be             | 193              | 2       |
| Mg             | 207              | 2       |
| B              | 156              | 13      |
| Al             | 224              | 13      |
| In             | 216              | 13      |
| C              | 120–154          | 14      |
| Si             | 186              | 14      |
| Sn             | 214              | 14      |
| Pb             | 229              | 14      |
| N              | 147–210          | 15      |
| P              | 187              | 15      |
| As             | 198              | 15      |
| Sb             | 220              | 15      |
| Bi             | 230              | 15      |
| O              | 143–215          | 16      |
| S              | 181–255          | 16      |
| Cr             | 192              | 6       |
| Se             | 198–271          | 16      |
| Te             | 205              | 16      |
| Mo             | 208              | 6       |
| W              | 206              | 6       |
| F              | 134              | 17      |
| Cl             | 176              | 17      |
| Br             | 193              | 17      |
| I              | 213              | 17      |

## Délky vazeb v organických sloučeninách
Délka vazby mezi dvěma atomy v molekule závisí nejen na druhu spojených atomů, ale též na hybridizaci orbitalů a elektronových a sterických vlastnostech substituentů. Vazba uhlík-uhlík (C–C) u diamantu má délku je154 pm, což se často považuje za průměrnou délku takovéto vazby, ale také jde o největší délku kovalentní vazby mezi dvěma běžnými uhlíky.
Existují i neobvykle dlouhé vazby, například u tricyklobutabenzenu byla popsána vazba o délce 160 pm. Nejdelší známá vazba mezi uhlíky se vyskytuje u jiného cyklobutabenzenu a má hodnotu 174 pm; tato délka byla určena rentgenovou krystalografií.
U této sloučeniny cyklobutanový kruh vytváří vazebné úhly 90° na atomech uhlíku spojených s benzenovým jádrem, na kterém mají tyto úhly obvykle hodnotu 120°.
Existence velmi dlouhých (až 290 pm) vazeb C–C se přičítá dimeru tetrakyanoethylenového radikál-aniontu, i když se zde jedná o dvouelektronovou čtyřcentrovou vazbu.
Tento druh vazby byl také pozorován u neutrálních dimerů fenalenylu. Vazebné délky zde činí až 305 pm.
Jsou známy i vazby C–C kratší než „průměrné“: alkeny mají mezi uhlíky vazby dlouhé 133 pm a u alkynů jde o 120 pm; příčinou zkracování je narůstající s-charakter vazby sigma. U benzenu mají všechny vazby stejnou délku 139 pm. Rostoucí s-charakter vazeb uhlík-uhlík je rovněž patrný u prostřední vazby butadiynu (137 pm) a dimeru jednoho tetraedranu (144 pm).
Kyanoskupina propionitrilu odtahuje elektrony, což také způsobuje menší délku vazby (144 pm). Zkrácení vazby C–C může být také způsobeno sterickým napětím. Je známa sloučenina nazvaná in-methylcyklofan, u níž je délka vazby v methylové skupině jen 147 pm, protože se tato skupina nachází mezi triptycenovým a fenylovým substituentem. Při výpočetním experimentu byla pro neopentan uzavřený ve fullerenu odhadnuta délka vazby 136 pm. Nejkratší teoreticky předpovězené jednoduché vazby C-C měly délku 131 pm, a to u hypotetického derivátu tetraedranu.
Ve stejné studii bylo rovněž odhadnuto, že zkrácení vazby C–C v molekule ethanu o 5 pm vyžaduje 2,8 až 3,5 kJ/mol. Ke zkrácení o 15 pm je třeba 21,9 až 37,7 kJ/mol.
| C–H   | Délka (pm) | C–C     | Délka (pm) | Násobná vazba | Délka (pm) |
| ----- | ---------- | ------- | ---------- | ------------- | ---------- |
| sp3–H | 110        | sp3–sp3 | 154        | Benzen        | 140        |
| sp2–H | 109        | sp3–sp2 | 150        | Alken         | 134        |
| sp–H  | 108        | sp2–sp2 | 147        | Alkyn         | 120        |
|       |            | sp3–sp  | 146        | Allen         | 130        |
|       |            | sp2–sp  | 143        |               |            |
|       |            | sp–sp   | 137        |               |            |